# Peranamallur
Peranamallur (o Pernamallur) è una suddivisione dell'India, classificata come town panchayat, di 5.554 abitanti, situata nel distretto di Tiruvannamalai, nello stato federato del Tamil Nadu. In base al numero di abitanti la città rientra nella classe V (da 5.000 a 9.999 persone).

## Geografia fisica
La città è situata a 12° 34' 0 N e 79° 25' 60 E e ha un'altitudine di 134 m s.l.m..

## Società

### Evoluzione demografica
Al censimento del 2001 la popolazione di Peranamallur assommava a 5.554 persone, delle quali 2.739 maschi e 2.815 femmine. I bambini di età inferiore o uguale ai sei anni assommavano a 550, dei quali 301 maschi e 249 femmine. Infine, coloro che erano in grado di saper almeno leggere e scrivere erano 3.819, dei quali 2.181 maschi e 1.638 femmine.